# Карлушка (протока)
Карлушка — протока реки Юколка на полуострове Камчатка в России.
Впадает в Камчатский залив в городе Усть-Камчатск. Длина реки — 19 км.
По данным государственного водного реестра России относится к Анадыро-Колымскому бассейновому округу.
Код водного объекта — 19070000112020000018329.